# Wiedersehen in Venedig

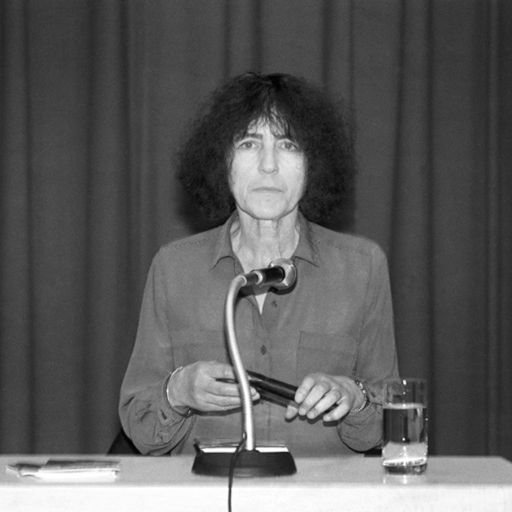
Gabriele Wohmann (1992)

Wiedersehen in Venedig ist eine Kurzgeschichte von Gabriele Wohmann, die Ende 1956 entstand  und 1966 in dem Band Erzählungen bei Langewiesche-Brandt in Ebenhausen erschien.
Resümee: In dieser Geschichte der Wiederbegegnung eines ehemaligen Liebespaares hat sich nur die Frau verändert.

## Wiedersehen
Sieben Jahre ist es her, seit die Ärztin Ruth  und ihr Gefährte – ein Schriftsteller – in jenem Davoser Sanatorium dem Tode entronnen waren. Beide hatten sich dort in der Schweiz geliebt, hatten sich für das „ideale Paar“ gehalten, waren jedoch nicht zusammengeblieben. Nun trifft man sich im Cafè Florian. Er bringt seine Ehegattin Lin nicht mit. Lin harrt mit Kopfschmerzen in der Pension aus. Während Ruth mager geblieben ist, hat er angesetzt. Während des Gesprächs in jenem Cafè glaubt er bald, er durchschaue Ruth genau noch so wie vor sieben Jahren. Als er ihr ins Ohr flüstert, bekommt er zwar einen dankbaren Blick, doch bald schaut Ruth zerstreut; erkundigt sich nach Lin.
Ihm behagt nicht, dass er keine Eifersucht in Ruths Gebaren entdecken kann. Seine Schreiberei interessiert sie nicht. Die berufstätige Ruth erwähnt ihre langen Werktage. Das interessiert ihn nun wieder kaum. Trotzdem setzt er das Davoser Spiel fort. Er küsst sie zweimal.
Wochen später schreibt sie ihm: „...es tat mir so leid, daß Du allein der alte geblieben sein mußtest. Darum erwiderte ich auch die beiden Küsse... Aber sie waren das Schrecklichste.“

## Venedig
Der Text ist auch eine Liebeserklärung an Venedig. Das Café wurde schon erwähnt. Während des Wiedersehens der beiden ist die Rede von dem Altarbild Pala d’oro im Markusdom, der Kirche San Zaccaria, dem Dogenpalast mit der Porta della Carta, der Marmorfassade von Antonio Rizzo und der Gigantentreppe. Im Palastinneren werden Werke von Tizian, Giorgione, Veronese und Tintoretto besichtigt. Weiter geht der mit der Zeit anstrengende Spaziergang zur Akademiegalerie mit Longhis Hochzeit. Ein Gang durch die Calli bis zum Piazzale Roma schließt den Rundgang an einer Vaporettostation ab.

## Rezeption
- 21. Juli 1967, Marcel Reich-Ranicki in der Zeit: Bitterkeit ohne Zorn. Die Erzählungen der Gabriele Wolimariii[4]
- Ferchl[5] meint, auf dem Rundgang durch die Lagunenstadt wird klar – das Paar hat sich nichts mehr zu sagen. Die Balance zwischen Rücksichtnahme und Lüge sowie zwischen Ehrlichkeit und Heuchelei komme zur Sprache.

### Erstausgabe
- Wiedersehen in Venedig in: Gabriele Wohmann: Erzählungen. Langewiesche-Brandt, Ebenhausen 1966 (enthält noch: Ein unwiderstehlicher Mann. Eine Okkasion. Eine großartige Eroberung. Die Klavierstunde. Die Schwestern. Zu Besuch. Die Fahrt. Ich Sperber. Die Verabredung. Große Leidenschaft. Ein Fall von Leichtsinn. Hamster, Hamster! Der Bruder. Heimlich). Rowohlts Ausgabe Ein unwiderstehlicher Mann (rororo 1906) aus dem Jahr 1975 ist ein Nachdruck dieser ersten Buchausgabe

### Verwendete Ausgabe
- Wiedersehen in Venedig, S. 25–33 in: Gabriele Wohmann: Ausgewählte Erzählungen aus zwanzig Jahren. Herausgegeben von Thomas Scheuffelen. Band 1 (1956–1963) . 209 Seiten. Luchterhand (Sammlung Luchterhand 296), Darmstadt 1979 (2. Aufl. 1980), ISBN 3-472-61296-7 (enthält noch: Ein unwiderstehlicher Mann. Eine Okkasion. Eine großartige Eroberung. Der Antrag. Die Klavierstunde. Das Morgengebet. Zu Besuch. Das dicke Wilhelmchen. Trinken ist das Herrlichste. In der Veranda. Sieg über die Dämmerung. Grün ist schöner. Im Irrgarten. Komm donnerstags. Ich Sperber. Mein Freund, das neue Jahr. Eine Schande für den Park. Denk immer an heut nachmittag. Wenn ich es vorschlage. Regensommer. Die Verabredung. Evas Besuch. Nur keine Aufregung. Der Report. Alberts Programm. Ein Fall von Leichtsinn. Die Lok)[A 2]

### Sekundärliteratur
- Der Schatz. Ländliches Fest. Wiedersehen in Venedig. Evas Besuch. S. 75, 3. Z.v.u. - S. 76, 16. Z.v.u. in: Irene Ferchl: Die Rolle des Alltäglichen in der Kurzprosa von Gabriele Wohmann. 117 Seiten. Bouvier Verlag, Bonn 1980, ISBN 3-416-01542-8
- Günter Häntzschel, Jürgen Michael Benz, Rüdiger Bolz, Dagmar Ulbricht: Gabriele Wohmann. Verlag C. H. Beck, Verlag edition text + kritik, München 1982, Autorenbücher Bd. 30, 166 Seiten, ISBN 3-406-08691-8